# 29e assemblée générale de l'Île-du-Prince-Édouard
La 29e assemblée générale de l'Île-du-Prince-Édouard est en séance du 20 mars 1883 au 5 juin 1886. Le Parti conservateur dirigé par William Wilfred Sullivan forme le gouvernement.
John A. MacDonald est élu président de l'Assemblée législative de l'Île-du-Prince-Édouard.
Il y a quatre sessions lors de la 29e assemblée générale :
| Session | Début        | Fin           |
| ------- | ------------ | ------------- |
| 1re     | 20 mars 1883 | 27 avril 1883 |
| 2e      | 6 mars 1884  | 17 avril 1884 |
| 3e      | 11 mars 1885 | 11 avril 1885 |
| 4e      | 8 avril 1886 | 14 mai 1886   |

## Liste des membres

### Kings
| Circonscription |  | Membre                    | Parti        |
| 1er Kings       |  | John McLean               | Conservateur |
| 1er Kings       |  | James R. McLean           | Libéral      |
| 2e Kings        |  | William Wilfred Sullivan  | Conservateur |
| 2e Kings        |  | William Hooper            | Libéral      |
| 3e Kings        |  | John McDougall            | Conservateur |
| 3e Kings        |  | Peter McLaren             | Conservateur |
| 4e Kings        |  | James E. Robertson (1882) | Libéral      |
| 4e Kings        |  | Samuel Prowse (1882-1886) | Conservateur |
| 4e Kings        |  | Malcolm McFayden          | Libéral      |
| 5e Kings        |  | Daniel Gordon             | Conservateur |
| 5e Kings        |  | Archibald John Macdonald  | Conservateur |

### Prince
| Circonscription |  | Membre                   | Parti        |
| 1er Prince      |  | John A. Matheson         | Libéral      |
| 1er Prince      |  | Stanislaus F. Perry      | Libéral      |
| 2e Prince       |  | John Yeo                 | Conservateur |
| 2e Prince       |  | James W. Richards        | Conservateur |
| 3e Prince       |  | John Alexander MacDonald | Conservateur |
| 3e Prince       |  | Joseph-Octave Arsenault  | Conservateur |
| 4e Prince       |  | George W. Bentley        | Conservateur |
| 4e Prince       |  | Augustus E. C. Holland   | Conservateur |
| 5e Prince       |  | John Lefurgey            | Conservateur |
| 5e Prince       |  | John F. Gillis           | Conservateur |

### Queens
| Circonscription |  | Membre                         | Parti        |
| 1er Queens      |  | William Campbell               | Conservateur |
| 1er Queens      |  | Peter Sinclair (Sr.)           | Conservateur |
| 2e Queens       |  | Donald Farquharson             | Libéral      |
| 2e Queens       |  | Donald McKay                   | Conservateur |
| 3e Queens       |  | Donald Ferguson                | Conservateur |
| 3e Queens       |  | Henry Beer                     | Libéral      |
| 4e Queens       |  | Angus D. MacMillan (1882-1884) | Libéral      |
| 4e Queens       |  | Alex Martin (1884-1886)        | Conservateur |
| 4e Queens       |  | Donald C. Martin               | Libéral      |
| 5e Queens       |  | Neil McLeod                    | Conservateur |
| 5e Queens       |  | Patrick Blake                  | Conservateur |